# Gliederungszahl
Gliederungszahlen gehören in der Statistik zu den Kennzahlen und geben den prozentualen Anteil einer Teilgröße an der übergeordneten Gesamtgröße an.

## Allgemeines
Zu den Kennzahlen gehören Verhältniszahlen, die wiederum in Gliederungszahlen, Beziehungszahlen, Indexzahlen und Messzahlen unterteilt werden. Gliederungszahlen werden durch den Quotienten aus der gleichen statistischen Masse gebildet. Der Nenner steht für die Gesamtmasse, der Zähler für eine Teilmasse davon. Gliederungszahlen sind dimensionslos, da sie keine Maßeinheit besitzen; die Angabe von Gliederungszahlen erfolgt deshalb meistens in Prozent, der mit 100 multiplizierten Gliederungszahl. Dabei wird die Gesamtmasse einer aus ihr gebildeten Teilmasse als Prozentangabe gegenübergestellt.

## Prozentangaben
Prozentangaben beschreiben Größenverhältnisse und beziehen sich dabei auf einen Grundwert {\displaystyle G}. Der Grundwert ist die Ausgangsgröße, auf die sich der Prozentsatz bezieht. Der Prozentfuß {\displaystyle p} gibt an, wie viele Hundertstel des Grundwertes die Prozentangabe beträgt und bezeichnet so ein Größenverhältnis relativ zum Grundwert. Die absolute Bestimmung dieser Größe nennt man Prozentwert {\displaystyle W}. Der Prozentwert hat dieselbe Einheit wie der Grundwert. Es gilt:
{\displaystyle W=p\,\%\cdot G={\frac {p}{100}}\cdot G}.
Der Begriff Prozentsatz wird in der Fachliteratur unterschiedlich verwendet. Einige Autoren verwenden ihn für den Ausdruck p %, andere verwenden ihn für den Ausdruck p.

## Beispiele
Prozentangaben sind die typischste Gliederungszahl. Hierbei kann es sich um physikalische Größen wie die Geburtenziffer handeln:   
{\displaystyle {\text{Geburtenziffer}}={\frac {\text{Lebendgeburten}}{\text{Einwohnerzahl}}}\cdot 100\,\%}.
Die Geburtenziffer oder Geburtenquote gibt an, wie viele Lebendgeburten pro Jahr bezogen auf die gesamte Einwohnerzahl zu verzeichnen sind.
Die Arbeitslosenquote ist eine volkswirtschaftliche Kennzahl, die den Anteil der registrierten Arbeitslosen an der Summe ziviler Erwerbspersonen (das heißt alle Erwerbstätigen und Arbeitslose), welche weitgehend durch die Bevölkerungsgröße definiert ist, wiedergibt:
{\displaystyle {\text{Arbeitslosenquote}}={\frac {\text{Anzahl der registrierten Arbeitslosen}}{{\text{Anzahl der zivilen Erwerbstätigen}}+{\text{Anzahl der registrierten Arbeitslosen}}}}\cdot 100\,\%}.
Auch abstrakte ökonomische Größen können mit Hilfe von Prozentangaben relativiert werden:
{\displaystyle {\text{Eigenkapitalquote}}={\frac {\text{Eigenkapital}}{\text{Bilanzsumme}}}\cdot 100\,\%}.
Die Eigenkapitalquote zeigt den Anteil des Eigenkapitals an der Bilanzsumme eines Unternehmens. Bei der Exportquote werden die geflossenen Exporterlöse dem Bruttoinlandsprodukt (BIP) gegenübergestellt:
{\displaystyle {\text{Exportquote}}={\frac {\text{Exporterlöse}}{\text{Bruttoinlandsprodukt}}}\cdot 100\,\%}.
Sie sagt aus, welchen prozentualen Anteil die Exporterlöse an allen im Staat produzierten Gütern und Dienstleistungen ausmachen. Derartige Gliederungszahlen werden meist „Quote“ genannt, wobei diese beim Kompositum als Grundwort benutzt wird.
Eine weitere Gliederungszahl ist die relative Häufigkeit.

## Fehlinterpretation
Aus Gliederungszahlen kann nur dann auf die Häufigkeit eines Sachverhalts geschlossen werden, wenn die Gesamtmasse vertretbar ist. Zu einer Fehlinterpretation kommt es beispielsweise, wenn aus der Altersverteilung der Verstorbenen auf die Sterblichkeit der einzelnen Altersgruppe geschlossen würde. Denn ein besonders hoher Prozentsatz von Sterbefällen einer bestimmten Altersgruppe muss nicht in einer höheren Sterblichkeit begründet sein, sondern ist möglicherweise darauf zurückzuführen, dass diese Altersgruppe in der Bevölkerung besonders stark vertreten ist.
Ebenfalls ist zu beachten, dass bei Gliederungszahlen ein Basiseffekt auftritt.

## Bedeutung
Vor allem in der Wirtschaftsstatistik kommen Gliederungszahlen in Form der Prozentangaben sehr häufig vor, denn sie stellen für Entscheidungsträger (etwa Unternehmen oder Analysten) ein wichtiges Entscheidungskriterium dar. So liefert die Frauenquote Führungskräften Hinweise, ob im Personalwesen noch Verbesserungen erforderlich sind.